# Бернардо Провенцано
Бернардо Провенцано (итал. Bernardo Provenzano; Корлеоне, 31. јануар 1933 — Милано, 13. јул 2016)  био је члан мафије и први човек Коза ностре до 2006. када је ухапшен после четрдесет три године скривања. Био је члан Корлеонеза. Први човек мафије постао је 1993. када је ухапшен Тото Рина.

## Биографија

### Почетак
Провенцано је рођен 31. јануара 1933. Одрастао је у Корлеонеу као трећи од седморо браће. Није завршио ни основну школу и радио је у пољима као надничар. Мафији се придружио као тинејџер. У то вријеме, Микел Навара је био први човјек мафије у Корлеонеу, али Провенцано и остатак његове екипе су постали блиски са Лучаном Лиђом, младим и амбициозним криминалцем. Навара и Лиђо су заратили средином 50-их.
У августу 1958, Провенцано је био један од 14 наоружаних нападача који су помогли Лиђу у планирању убиство Микелеа Наваре. Лиђо је касније постао први човјек мафије. У следећих пет година, Провенцано је помогао Лиђу да убије неколико Навариних сарадника. У мају 1963, након неуспешног убиства једног од Навариних људи, Провенцана је почела прогонити мафија. Лиђо је о Провенцану рекао: „Пуца као Бог, штета што има мозак кокошке..." 10. септембра 1963. полиција је издала налог за Провенцаново хапшење због убиства једног од Навариних људи. Провенцано је сада морао да бјежи и од полиције и од преосталих Корлеонеза. Лиђо је 1974. због убиства доспио у затвор, именујући Тотоа Рина за свог наследника на челу мафије. Провенцано је тако постао други човјек Корлеонеза, Ринина десна рука.
Провенцано је 10. децембра 1969 учествовао у Масакру Вијале Лацио убиству Микелеа Каватаја због његовог учешћа у Првом мафијашком рату. Напад је умало пошао по злу и Каватајо је успио да убије Калођера Багарелу (старијег брата Леолуча Багареле, зета Тотоа Рине). Провенцано је наводно спасао ситуацију пуцајући из берете 38/A и тако стекао репутацију мафијашког убице. Али, по Гаетану Граду, Провенцано је у ствари упропастио напад прерано отворивши ватру.
Док је Рина био шеф мафије, вјеровало се да је Провенцано „вукао конце“ иза сцене водећи финансије криминалних радњи, нарочито трговине хероина. Није познато у којој је мјери учествовао у Другом мафијашком рату 1981/82, који је изазвао Рина, и у којем је убијено више од хиљаду мафијаша. Након тог рата клан Корлеонеза преузима контролу у сицилијанској мафији.
Осамдесетих и деведесетих Провенцано је направио приватни посјед у Багерији, предграђу Палерма. У овој тврђави, Провенцано и његови сарадници су се састајали и продавали грађевинске уговоре у замјену за ћутање и лојалност. Један дугогодишњи Провенцанов сарадник описао је шефову резиденцију: „Дивно мјесто, класичан стил, гдје Провенцано живи, скривајући се, у миру са својом породицом... Обично је на састанке долазио у амбулантним колима."

### Како је постао „Кум“
Салваторе Рина је ухапшен у јануару 1993 и послат на доживотну робију због наручивања десетине убистава, укључујући и два бомбашка напада у којима су убијени тужиоци Ђовани Фалконе и Паоло Борселино. Фалконе и Борселино су водили Макси Суђење средином 80-их. Провенцано је том приликом осуђен за ова убиства, у одсуству.
Није одмах било јасно да је Провенцано наслиједио Рину. Он није био виђен у јавности од 1963, и кад су његова жена и два одрасла сина престали да се крију 1992., многи су посумњали да је Провенцано мртав, нормалном, или неком другом смрћу. Информације су ипак говориле другачије, казујући да је након Рининог хапшења 1993., Провенцано постао вођа Корлеонеза. Причало се да су се два мобстера, Леолућо Багарела and Ћовани Бруска, борили око његовог наслеђа, али и да су га наслиједили, обојица су били ухапшени и затворени 1995 и 1996.
Под Провенцановим вођством, Мафија је постала мање крвава и ефективнија. Прича се да је Провенцано покушавао да суди међу ривалским Мафијашким групама у борби за посао, и држао се подаље од напада на јавне личности који су говорили против Мафије и изазивали полицију да одговори. Био је пажљив вођа, који је само неколико пута јавно ризиковао, откривајући своја мјеста скривања само одрешеним сарадницима. Избјегавао је телефоне и издавао наређења и комуницирао (чак си са својом породицом) путем малих, ручно доставлјаних биљешки званих „пицини“.
Занимљиво је да су многе од Провенцанових биљешки које је полиција пронашла су говориле о религији, као нпр. „Може ли вас Господ благословити и заштитити." Ђузефина Витале је рекла да се Провенцано 1992. појавио на састанку Коза Ностре обучен у љубичастој одори Католичког бискупа.

### Провенцанова нова мафија
Провенцано је пропагирао нову, мање насилну стратегију мафије, насупрот терористичкој, бомбашкој кампањи из 1993. против државе, у покушају да одговоре државу од напада на мафију након убистава тужилаца Ђованија Фалконеа и Паола Борселина. У мјесецима након хапшења Рине, догодиле су се серија бомбашких напада од стране Корлеонеза на више туристичких мјеста широм Италије у којима је погинуло 10 људи, а 93 лакше или теже повријеђено и у којима је нанијета велика штета центрима културног насљеђа Италије.
Провенцанове нове смјернице су биле стрпљење и коегзистенција са државним институцијама као и инфилтрирање у јавне финансије. Дипломатски настројени Провенцано је покушао да заустави повећање броја „сведока сарадника“ тако што је користио насиље само када је то било неопходно. Провенцано је успоставио стара мафијашка правила која су укинута од стране Рине, још док су њих двојица заједно са Леолуком Багарелом водили дио Корлеонеза (у почетку, док су водили борбу за превласт у Корлеонеу). 
Ђовани Бруса, један од Рининих војника који је лично детонирао бомбу која је убила Фалконеа и који је након хапшења 1996. постао доушник, је понудио контроверзну верзију хапшења Тота Рине: тврдио је да су карабинијери, тајни агенти и шефови осталих фамилија, којима је било доста диктаторског режима Корлеонеза, склопили договор. Како је он рекао, Провенцано је продао Рину и за узврат добио вриједна документа компромитујућег материјала који је Рина држао у свом стану у Палерму 
У новембру 2009. Масимо Ћаћимино, син Вита Ћаћимина је рекоа да је Провенцано открио полицији гдје се крије Рина. Полиција је послала Виту Ћаћимину, као и Бернарду Провенцану мапу Палерма. Ћаћимино је тврдио даје Провенцано полицији вратио мапу на којој је уцртао мјесто гдје се Рина скривао Данашња италијанска мафија је подијељена на оне који подржавају терористички приступ рјешавања проблема са државом – већином су то шефови који су у ватвору, нпр. Рина, Багарела... и оних коју подржавају Провенцанову модернију тактику. Шефови који су тренутно у затвору налазе се под ригорозном контролом контактирања са спољашњим свијетом, што ограничава њихову могућност управљања мафијом иза решетака.
Антонио Ђуфре, блиски Провенцанов повјереник, који је постао „сведок сарадник“ убрзо након хапшења 2002. Тврдио је да је 1993. Коза ностра имала директан контакт са представницима бившег премијера Силвија Берлусконија док је планирао оснивање „Форца Италија“. Договор за који каже да је постигнут је био укидање неких антимафијашких закона, а за узврат је добио бирачку већину на Сицилији. Ђуфреова изјава никад није потврђена.
Током судског поступка у јулу 2002. Леолука Багарела је навео неименоване политичаре за које је казао да су покушали да се нагоде са члановима мафије око услова затвора, али без успјеха. „Досадило нам је да будемо експонирани, понижавани и коришћени као роба политичких фракција“ рекао је Багарела.“ Италијански парламент је уз подршку „Форца италије“ касније продужио примену антимафијашких закона који је требало да истекну 2002. и проширио их на друге злочине као што је тероризам. Ипак, према писању једног од водећих италијанских часописа „L’espresso“ 119 мафијаша је ослобођено на индивидуалној основи.